# Hotels.com
 (juin 2012).
Si vous disposez d'ouvrages ou d'articles de référence ou si vous connaissez des sites web de qualité traitant du thème abordé ici, merci de compléter l'article en donnant les références utiles à sa vérifiabilité et en les liant à la section « Notes et références ».
Hotels.com est un site international de réservation d'hôtels en ligne basé à Dallas aux États-Unis. Son siège anglais est quant à lui localisé à Londres.

## Chiffres clés
- Plus de 205 000 hôtels dans le catalogue
- Présent dans 69 pays

## Indice des prix des hôtels
Pour les articles homonymes, voir HPI.
Chaque année, le site publie un rapport sur le prix des hôtels à travers le monde. Le HPI (Hotel Price Index) s'appuie sur les statistiques des réservations faites par les clients d'hotels.com.

## Historique
- 1991 : Création du Hotel Reservations Network, service de réservation d'hôtels par téléphone
- 1996 : Lancement des offres sur Internet
- 2002 : Lancement du site hotels.com et rachat par Expedia Inc.

En 2011, Hotels.com a lancé une application sur ipad.